# Seznam zaniklých klubů NHL
Seznam zaniklých klubů NHL:
| Klub                              | Logo | Rok vstupu do NHL | Rok zániku | Domácí aréna                                      | Obrázek arény |
| --------------------------------- | ---- | ----------------- | ---------- | ------------------------------------------------- | ------------- |
| Atlanta Flames                    |      | 1972              | 1980       | Omni Coliseum                                     |               |
| Atlanta Thrashers                 |      | 1999              | 2011       | Philips Arena                                     |               |
| Brooklyn Americans                |      | 1941              | 1942       | Madison Square Garden                             |               |
| California Golden Seals           |      | 1970              | 1976       | Oakland–Alameda County Coliseum Arena             |               |
| California Seals                  |      | 1967              | 1967       | Oakland–Alameda County Coliseum Arena             |               |
| Cleveland Barons                  |      | 1976              | 1978       | Richfield Coliseum                                |               |
| Colorado Rockies                  |      | 1976              | 1982       | McNichols Sports Arena                            |               |
| Detroit Cougars                   |      | 1926              | 1930       | Windsor Arena Detroit Olympia                     |               |
| Detroit Falcons                   |      | 1930              | 1933       | Detroit Olympia                                   |               |
| Hamilton Tigers                   |      | 1920              | 1925       | Barton Street Arena                               |               |
| Hartford Whalers                  |      | 1979              | 1997       | Hartford Civic Center                             |               |
| Kansas City Scouts                |      | 1974              | 1976       | Kemper Arena                                      |               |
| Minnesota North Stars             |      | 1967              | 1993       | Met Center                                        |               |
| Montreal Maroons                  |      | 1924              | 1938       | Montreal Forum                                    |               |
| Montreal Wanderers                |      | 1917              | 1918       | Montreal Arena                                    |               |
| New York Americans                |      | 1925              | 1941       | Madison Square Garden                             |               |
| Oakland Seals                     |      | 1967              | 1970       | Oakland–Alameda County Coliseum Arena             |               |
| Ottawa Senators                   |      | 1917 1932         | 1931 1934  | The Arena Ottawa Auditorium                       |               |
| Philadelphia Quakers              |      | 1930              | 1931       | Philadelphia Arena                                |               |
| Phoenix Coyotes / Arizona Coyotes |      | 1996              | 2024       | America West Arena Gila River Arena Mullett Arena |               |
| Pittsburgh Pirates                |      | 1925              | 1930       | Duquesne Gardens                                  |               |
| Quebec Bulldogs                   |      | 1919              | 1920       | Quebec Arena                                      |               |
| Quebec Nordiques                  |      | 1979              | 1995       | Colisée Pepsi                                     |               |
| St. Louis Eagles                  |      | 1934              | 1935       | St. Louis Arena                                   |               |
| Toronto Arenas                    |      | 1917              | 1919       | Mutual Street Arena                               |               |
| Toronto St. Patricks              |      | 1919              | 1926       | Mutual Street Arena                               |               |
| Winnipeg Jets                     |      | 1979              | 1996       | Winnipeg Arena                                    |               |